# La complicità del pendolo
La complicità del pendolo (There She Goes) è un cortometraggio muto del 1913 prodotto dalla Pathé Frères  (con il nome PathéPlay). La regia non è firmata. Il film, interpretato da Charles Arling, Gwendolyn Pates e da William A. Williams, fu distribuito dalla General Film Company, uscendo nelle sale il 3 aprile 1913.

## Produzione
Il film fu prodotto dalla Pathé Frères (con il nome PathéPlay).

## Distribuzione
Distribuito dalla General Film Company, uscì nelle sale cinematografiche USA il 3 aprile 1913. In Italia venne distribuito dalla Pathé nel 1914/15.